# Dương Truyền Đường
Dương Truyền Đường (tiếng Trung giản thể: 杨传堂; bính âm Hán ngữ: Yáng Chuántáng; sinh ngày 15 tháng 5 năm 1954, người Hán) là chính trị gia nước Cộng hòa Nhân dân Trung Hoa. Ông hiện là Thành viên Đảng tổ, Phó Chủ tịch Ủy ban Toàn quốc Hội nghị Hiệp thương Chính trị Nhân dân Trung Quốc khóa XIII, Bí thư Đảng tổ Bộ Giao thông Vận tải Trung Quốc. Ông là Ủy viên Ủy ban Trung ương Đảng Cộng sản Trung Quốc khóa XVIII, XVII, dự khuyết khóa XVI và cũng là Ủy viên chính thức khóa này trong tuần cuối trước khi bước sang khóa mới, từng giữ nhiều chức vụ cấp chính tỉnh, bộ ở trung ương như Bộ trưởng Bộ Giao thông Vận tải, Chủ nhiệm Hợp tác xã Cung ứng Tiếp thị Trung Quốc, Bí thư Đảng tổ, Phó Chủ nhiệm Ủy ban Sự vụ dân tộc Quốc gia. Ông cũng từng lãnh đạo các địa phương Tây Tạng, Thanh Hải với các chức vụ là Bí thư Khu ủy Tây Tạng và Tỉnh trưởng Thanh Hải.
Dương Truyền Đường là đảng viên Đảng Cộng sản Trung Quốc, học vị Cử nhân Quản lý kinh tế, Thạc sĩ Kinh tế học. Ông có xuất phát điểm từ Sơn Đông, bắt đầu sự nghiệp từ đầu những năm 70, có kinh nghiệm 20 năm ở quê nhà trước khi được điều đi các địa phương miền Tây Trung Quốc là Tây Tạng, Thanh Hải rồi tiến tới trung ương.

## Xuất thân và giáo dục
Dương Truyền Đường sinh ngày 15 tháng 5 năm 1954 tại huyện Vũ Thành, chuyên khu Đức Châu, nay là thành phố cấp huyện Vũ Thành thuộc địa cấp thị Đức Châu, tỉnh Sơn Đông, Cộng hòa Nhân dân Trung Hoa. Ông lớn lên và tốt nghiệp phổ thông ở Vũ Thành năm 1972. Gần 10 năm sau, tháng 2 năm 1981, ông tới thủ phủ Tế Nam để theo học Đại học Sư phạm Sơn Đông ở Khoa Trung văn theo chương trình cán bộ chuyên tu và tốt nghiệp vào tháng 1 năm 1983. Giai đoạn 1993–95, ông theo học khóa đại học chuyên nghiệp tại Trường Đảng Trung ương Đảng Cộng sản Trung Quốc và nhận bằng Cử nhân chuyên ngành Quản lý kinh tế, sau đó 1 năm, ông tham gia chương trình nghiên cứu sinh tại chức về kinh tế thành thị chuyên nghiệp ở Viện Nghiên cứu sinh, Viện Khoa học xã hội Trung Quốc và nhận bằng Thạc sĩ Kinh tế học năm 1998. Dương Truyền Đường được kết nạp Đảng vào tháng 6 năm 1976, từng tham gia các khóa học về chính trị như tiến tu cán bộ giai đoạn tháng 3–7 năm 1988, tiến tu cán bộ cấp tỉnh, bộ giai đoạn tháng 9–11 năm 1996, đều tại Trường Đảng Trung ương.

## Sự nghiệp

### Thời kỳ đầu
Tháng 6 năm 1972, sau khi tốt nghiệp phổ thông, Dương Truyền Đường được xếp vào diện thanh niên trí thứ của phong trào Vận động tiến về nông thôn, nhập ngũ Quân Giải phóng Nhân dân Trung Quốc, phân về Quân khu Tế Nam làm chiến sĩ của Binh đoàn Xây dựng và Sản xuất Sơn Đông, và là công nhân ở chi nhánh thứ 3 của Nông trại Hoàng Hà. Đến 1975, ông xuất ngũ và được điều động làm công nhân ở Nhà máy Phân bón hóa học thứ 2 thuộc Tổng nhà máy Hóa dầu Sơn Đông Thắng Lợi (山东胜利石化总厂). Thời kỳ này, ông cũng đảm nhiệm các vị trí khác như cán bộ Đoàn Thanh niên nhà máy, Bí thư Chi bộ của một xưởng sản xuất, rồi Phó Chính ủy, Phó Bí thư Đảng ủy Nhà máy Phân bón hóa học thứ 2. Năm 1978, ông được điều tới Công ty Hóa dầu Tề Lỗ (齐鲁石化公司), phân tới Bộ Chỉ huy Xây dựng kỹ thuật Ethylen và công tác ở Phòng Sản xuất, Phòng Thiết kế với vị trí Phó Tổ trưởng Phòng Tư liệu trong 5 năm. Năm 1983, sau khi hoàn thành khóa học ở Sư phạm Sơn Đông, ông trở lại Bộ Chỉ huy Ethylen làm Phó Khoa trưởng Khoa Thư ký của Văn phòng Bộ Chỉ huy, được 1 năm thì chuyển chức sang khối Đoàn Thanh niên Cộng sản Trung Quốc làm Phó Bí thư Đoàn ủy của Hóa dầu Tề Lỗ trong thời gian ngắn và trở thành Phó Bí thư Đảng ủy Hóa dầu Tề Lỗ trong cùng năm, kiêm nhiệm Bí thư Đảng ủy Bộ Chỉ huy Ethylen từ 1985. Năm 1987, ông được điều động một lần nữa tới Đoàn Thanh niên, nhậm chức Phó Bí thư Tỉnh đoàn Sơn Đông, trong giai đoạn 1987–92 thì lần lượt thăng chức Bí thư Tỉnh đoàn kiêm Viện trưởng Học viện Cán bộ quản lý thanh niên Sơn Đông.

### Tổ chức địa phương
Tháng 2 năm 1992, Dương Truyền Đường được điều về địa khu Đức Châu, nhậm chức Phó Bí thư Địa ủy, Địa trưởng (Hành thự chuyên viên) Đức Châu, đến cuối năm 1993 thì được bầu vào Ban Thường vụ Tỉnh ủy Sơn Đông, cấp phó tỉnh. Trong năm này, ông được điều tới Tây Tạng, chỉ định vào Ban Thường vụ Khu ủy, bổ nhiệm làm Phó Chủ tịch thường vụ Chính phủ Nhân dân Khu tự trị Tây Tạng, từ 1994 thì kiêm nhiệm là Phó Bí thư Khu ủy, Phó Chủ tịch thường vụ Chính phủ Tây Tạng trong 7 năm. Năm 2001, ông là Phó Bí thư thường vụ Khu ủy Tây Tạng kiêm Hiệu trưởng Trường Đảng Tây Tạng, sang cuối năm 2002, ông tham gia Đại hội Đảng Cộng sản Trung Quốc lần thứ XVI từ đoàn đại biểu Tây Tạng, được bầu làm Ủy viên dự khuyết Ủy ban Trung ương Đảng Cộng sản Trung Quốc khóa XVI vào ngày 8 tháng 11. Tháng 10 năm 2003, Dương Truyền Đường được điều tới tỉnh Thanh Hải, nhậm chức Phó Bí thư Tỉnh ủy Thanh Hải, rồi được bầu làm Tỉnh trưởng Thanh Hải, đứng đầu hành chính và hành pháp tỉnh này tròn 1 năm 2004 thì lại được điều trở lại Tây Tạng ở cuối năm này, nhậm chức Bí thư Khu ủy Tây Tạng – vị trí lãnh đạo cao nhất của khu tự trị này từ ngày 16 tháng 12.

### Trung ương
Ngày 27 tháng 11 năm 2005, Ủy ban Trung ương Đảng khóa XVI quyết định điều chính trị gia Trương Khánh Lê tới Tây Tạng nhậm chức quyền Bí thư Khu ủy, Dương Truyền Đường tạm thời dừng công tác ở đây. Nhiều nguồn tin báo chí cho rằng ông gặp phải biến chứng đột quỵ xuất huyết não từ tháng 9 trước đó, phải trở về Bắc Kinh để điều trị, tuy nhiên không được xác định chính thức bởi ông cũng như báo chí của Đảng Cộng sản và Nhà nước. Ngày 29 tháng 5 năm 2006, ông chính thức được miễn nhiệm vị trí Bí thư Khu ủy Tây Tạng, bổ nhiệm làm Phó Bí thư Đảng tổ, Phó Chủ nhiệm Ủy ban Sự vụ dân tộc Quốc gia, cấp bộ trưởng, sang đầu năm 2007 thì nhậm chức Bí thư Đảng tổ của Ủy ban này. Ngày 12 tháng 10 năm 2007, tại kỳ họp thứ 7 – đồng thời là kỳ họp cuối cùng của Ủy ban Trung ương Đảng khóa XVI, Dương Truyền Đường được bầu bổ sung làm Ủy viên chính thức Trung ương Đảng khóa XVI, sau đó 1 tuần, ở kỳ Đại hội Đảng Cộng sản Trung Quốc lần thứ XVII, ông được bầu làm Ủy viên Ủy ban Trung ương Đảng Cộng sản Trung Quốc khóa XVII từ ngày 21 tháng 10. Tháng 8 năm 2011, ông được điều sang khối đoàn thể nhân dân, nhậm chức Bí thư Đảng tổ, Chủ nhiệm Hợp tác xã Cung ứng và Tiếp thị Toàn quốc Trung Hoa. Tròn 1 năm sau, ngày 31 tháng 8 năm 2012, ông được phê chuẩn bổ nhiệm làm Bộ trưởng Bộ Giao thông Vận tải, đến tháng 11, tại Đại hội Đảng Cộng sản Trung Quốc khóa XVIII, ông tái đắc cử Ủy viên Ủy ban Trung ương Đảng Cộng sản Trung Quốc khóa XVIII nhiệm kỳ 2012–17.
Ngày 3 tháng 9 năm 2016, Dương Truyền Đường được miễn nhiệm chức vụ Bộ trưởng Giao thông Vận tải, kế nhiệm bởi Lý Tiểu Bằng, tuy nhiên vẫn giữ chức Bí thư Đảng tổ – lãnh đạo Đảng của Bộ này. Ở Đại hội Đại hội Đảng Cộng sản Trung Quốc lần thứ XIX, ông không còn được bầu làm Ủy viên Trung ương. Đến ngày 14 tháng 3 năm 2018, tại kỳ họp đầu tiên, ông được bầu làm Phó Chủ tịch Ủy ban Toàn quốc Hội nghị Hiệp thương Chính trị Nhân dân Trung Quốc khóa XIII, cấp phó quốc gia. Cuối năm 2022, ông tiếp tục tham gia Đại hội Đảng Cộng sản Trung Quốc lần thứ XX từ đoàn đại biểu xí nghiệp trung ương.

## Gia đình
Dương Truyền Đường có anh trai là Dương Truyền Thăng (31 tháng 1, 1948 – 15 tháng 10, 2010), cũng là một chính trị gia khi từng là Ủy viên Ủy ban Kiểm tra Kỷ luật Trung ương Đảng Cộng sản Trung Quốc, Thường vụ Tỉnh ủy, Bí thư Ủy ban Kiểm Kỷ Tỉnh ủy Sơn Đông, cấp phó tỉnh. Hai anh em từng là đại biểu cùng Đại hội Đảng Cộng sản Trung Quốc lần thứ XVII năm 2007.